# ال‌جی یوایکس
ال‌جی یوایکس (انگلیسی: LG UX) یک نسخهٔ کاستوم شده از اندروید است که در گوشی‌های ال‌جی الکترونیک به‌کار رفته‌است. نام اصلی آن آپتیموس یوآی است، اما از زمان عرضهٔ ال‌جی جی۴ نام آن تغییر یافت.